# Rue André-Dubois
La rue André-Dubois est une voie du 19e arrondissement de Paris, en France.

## Situation et accès
La rue André-Dubois est une voie publique située dans le quartier du Combat du 19e arrondissement de Paris. D'une largeur de 30 m et d'une longueur de 62 m, elle débute au 8 de l'avenue de Laumière et se termine au 24 bis de la rue du Rhin.

## Origine du nom
Cette rue rend hommage à l'homme politique André César Dubois (1849-1922), député du 19e arrondissement de Paris.

## Historique
Cette voie, créée en 1882 sous le nom de « rue Lachambeaudie », du nom du fabuliste Pierre Lachambeaudie (1806-1872), reçoit sa dénomination actuelle par un arrêté du 21 janvier 1935. 